# Villagers
Villagers — ирландский музыкальный коллектив, образованный в Дан-Лири в 2008 году Конором Дж. О’Брайеном (англ. Conor J. O'Brien) сразу же после распада его предыдущей группы The Immediate. Villagers исполняют атмосферный инди/барокко-поп, созвучный (согласно Allmusic) — как творчеству современных авторов того же направления (Йенс Лекман, Джонни Флинн), так и классическому наследию Пола Саймона и Роберта Уайатта. Дебютный альбом группы Becoming a Jackal, вышедший 14 мая 2010 года на Domino Records, в котором О'Брайен сыграл на почти всех инструментах, номинирован на Mercury Prize.

## Дискография

### Студийные альбомы
- Becoming a Jackal (#66 UK Album Chart , 7 мая 2010)[4]
- {Awayland} (#16 UK Album Chart , 14 января 2013)
- Darling Arithmetic (#27 UK Album Chart, 13 апреля 2015)
- Where Have You Been All My Life? (8 января 2016)
- The Art of Pretending to Swim (#28 UK Album Chart, 21 сентября 2018)
- Fever Dreams (20 августа 2021)
- That Golden Time (10 мая 2024)

### EP
- Hollow Kind (2009)
- The Sunday Walker (2019)

### Синглы
- On a Sunlit Stage (2009)
- Becoming a Jackal (2010)
- Ship of Promises (2010)
- That Day (2010)
- The Waves (2012)
- Passing a Message (2012)
- Nothing Arrived (2012)
- Occupy Your Mind (2014)
- Courage (2015)
- Everything I Am Is Yours (2015)
- A Trick of the Light (2018)
- Fool (2018)
- Summer's Song (2019)